# Цветаев, Владимир Дмитриевич
Влади́мир Дми́триевич Цвета́ев (23 августа 1891, Варшава — 12 ноября 1937, Москва) — российский и советский архитектор. Автор научной литературы в области промышленных зданий и сооружений.

## Биография
Родился 23 августа 1891 года в Варшаве. Начал среднее образование в Варшаве, окончил в Москве.
С 1913 года работал на строительстве сооружений Московско-Казанской железной дороги.
В 1916 году окончил Московский институт инженеров путей сообщения.
После окончания института 16 лет работал в основном в области промышленного и коммунального строительства.
Занимал должность помощника управляющего по технической части треста «Москомстрой».
Был членом и экспертом техсовета Центрального научно-исследовательского института промышленных сооружений (ЦНИПС), Высшего совета коммунального хозяйства при ЦИК СССР и других организаций. 
С 1929 года преподавал в Московском политехникуме. 
С 1930 по 1933 год сотрудничал со специалистами американской фирмы «Альберт Кан» в Госпроекте. 
С 1930 года — доцент кафедры промышленной архитектуры Московского высшего строительного института.
С 1935 года — заведующий кафедрой промышленного и гражданского строительства Московского инженерно-строительного института имени В. В. Куйбышева.
В период с 1932 по 1933 год преподавал в Архитектурно-конструкторском институте. С 1933 по 1934 в Промакадемии.
Был членом экспертной комиссии по строительным специальностям Всесоюзного комитета по делам высшей школы при СНК СССР и членом аттестационной комиссии ЦНИПС.
Сотрудничал с журналами «Проект и стандарт», «Строитель», «Строительная промышленность».
Автор книги «Современная фабрично-заводская архитектура».
Похоронены вместе с супругой на Новодевичьем кладбище в колумбарии № 38.

## Проекты и постройки в Москве
- Дом на углу Лубянского проезда и Маросейки (бывшее здание «Птицеводсоюза», затем ЦК ВЛКСМ),
- Дом «Моссельпрома» (надстройка 1923—1925),
- Автобаза «Моссельпрома» на 480 машин,
- Даниловская насосная станция,
- Бауманская и Пролетарская бани,
- Краснопресненская и Бауманская механизированные прачечные,
- Хлебозаводы № 2 и № 4,
- Новые корпуса существующих зданий табачных фабрик «Дукат» и «Ява»,
- Шаболовский, Хамовнический и Трёхгорный пивоваренные заводы[3].

## Семья
- Отец — Дмитрий Владимирович Цветаев.
- Дядя — основатель Государственного музея изобразительных искусств им. А. С. Пушкина Иван Владимирович Цветаев.
- Двоюродные сёстры — Анастасия и Марина Цветаевы[4].

## Публикации
- Цветаев В. Д. Дубровицы. Из дачных впечатлений. — Москва ; Университетская типография. 1907.
- Цветаев В. Д. Современная фабрично-заводская архитектура. — Москва ; Ленинград : Госстройиздат, 1932.
- Цветаев В. Д. Автогаражное строительство. — Москва : Гос. техн. изд-во, 1931.